# Subdivisions du kraï de Transbaïkalie

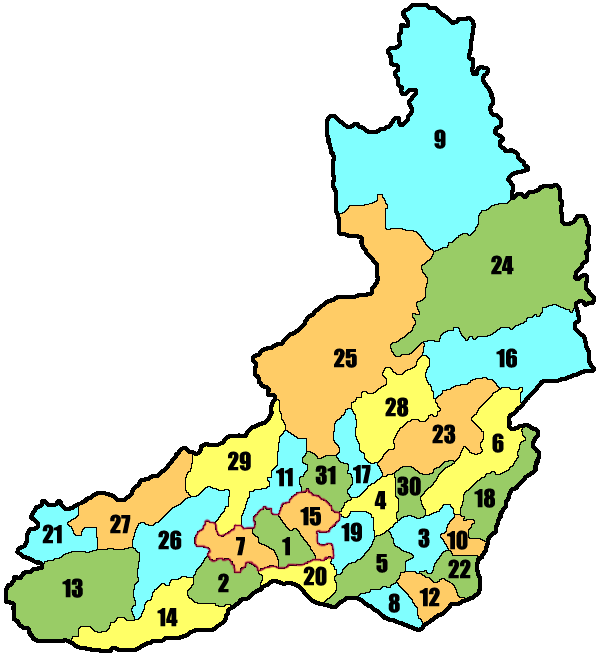
Carte des subdivisions administratives du kraï de Transbaïkalie.

L'administration territoriale du kraï de Transbaïkalie est l'organisation des institutions et des administrations du territoire de l'oblast russe de Kirov. On recense de nombreuses communautés territoriales qui peuvent avoir un objectif politique (municipalités), électoral (circonscriptions électorales) ou administratif (raïons et certaines villes).

## Historique
Jusqu'au 1er mars 2008, trois des raions (Aga, Douldourga et Mogoïtouï) formaient un sujet fédéral indépendant, l'okroug autonome d'Aga-Bouriatie. À ce jour, ces territoires ont un statut particulier sous cette appellation au sein du kraï de Transbaïkalie, qui formait avant 2008 l'oblast de Tchita.
En juillet 2020, les raïons municipaux de Kalar et de Priargoun ont été transformés en okrougs municipaux. À l'été 2022, les raïons municipaux de Tounguir-et-Oliokma, d'Aktcha, d'Aleksandrovski-Zavod et de Nertchinsko-Zavod ont été transformés en okrougs municipaux. En 2023, le raïon de l'Onon a été transformée en okroug municipal. En février-décembre 2023, 9 raïons municipaux ont été transformés en okrougs municipaux avec la suppression d'un okroug urbain (Petrovsk-Zabaïkalski).

## Vue d'ensemble

### Divisions administratives
Du point de vue administratif, selon la Charte du kraï de Transbaïkalie et la loi « Sur la structure administrative-territoriale du territoire transbaïkal », le sujet de la fédération de Russie comprend 31 raïons, dont 3 (Aga, Douldourga et Mogoïtouï) sont inclus dans l'okroug autonome d'Aga-Bouriatie en tant qu'unité administrative-territoriale dotée d'un statut spécial,.
De plus, le centre régional de Tchita et la ville fermée de Gorny, la ville de Petrovsk-Zabaïkalsk et le village d'Aguinskoïe sont également pris en compte dans le cadre des raïons administratifs, formant des okrougs urbains distincts dans le cadre de l'organisation de l'autonomie locale, bien que rattachés adlministrativements à leurs raïons.

### Divisions municipales
Du point de vue de la structure municipale, le kraï est constituée de,:
- 3 okrougs urbains,
- 15 okrougs municipaux,
- 16 raïons municipaux qui comprennent :
  - 29 établissements urbains,
  - 200 établissements ruraux.

Il existe un total de 263 municipalités, ainsi que 4 territoires inter-établissements.

### Tableau
| N° sur la carte                                     | Nom                           | Nom russe                    | Statut municipal | Code OKATO | Population (2021) | Superficie (milliers de km²) | Centre administratif |
| --------------------------------------------------- | ----------------------------- | ---------------------------- | ---------------- | ---------- | ----------------- | ---------------------------- | -------------------- |
| 1                                                   | Raïon d'Aga                   | Агинский район               | Raïon municipal  | 76 202     | 32 505            | 6.2                          | Aguinskoïe           |
| 2                                                   | Raïon d'Aktcha                | Акшинский район              | Okroug municipal | 76 203     | 8 788             | 7.5                          | Aktcha               |
| 3                                                   | Raïon d'Aleksandrovski-Zavod  | Александрово-Заводский район | Okroug municipal | 76 204     | 6 214             | 7.7                          | Alexandrovski Zavod  |
| 4                                                   | Raïon de Baleï                | Балейский район              | Okroug municipal | 76 206     | 15 895            | 5.1                          | Baleï                |
| 5                                                   | Raïon de Borzia               | Борзинский район             | Raïon municipal  | 76 209     | 45 109            | 8.7                          | Borzia               |
| 6                                                   | Raïon de Gazimourski-Zavod    | Газимуро-Заводский район     | Okroug municipal | 76 210     | 8 146             | 14.5                         | Gazimourski Zavod    |
| 7                                                   | Raïon de Douldourga           | Дульдургинский район         | Raïon municipal  | 76 211     | 13 903            | 7.2                          | Douldourga           |
| 8                                                   | Raïon de Zabaïkalsk           | Забайкальский район          | Okroug municipal | 76 212     | 19 795            | 5.2                          | Zabaïkalsk           |
| 9                                                   | Raïon du Kalar                | Каларский район              | Okroug municipal | 76 215     | 7 614             | 56,6                         | Tchara               |
| 10                                                  | Raïon de Kalga                | Калганский район             | Okroug municipal | 76 218     | 5 945             | 3.1                          | Kalga                |
| 11                                                  | Raïon de Karymskoïe           | Карымский район              | Raïon municipal  | 76 220     | 33 867            | 8.2                          | Karymskoïe           |
| 12                                                  | Raïon de Krasnokamensk        | Краснокаменский район        | Raïon municipal  | 76 221     | 55 961            | 5.4                          | Krasnokamensk        |
| 13                                                  | Raïon de Krasni-Tchikoï       | Красночикойский район        | Okroug municipal | 76 222     | 16 456            | 28.3                         | Krasni Tchikoï       |
| 14                                                  | Raïon de Kyra                 | Кыринский район              | Raïon municipal  | 76 224     | 10 639            | 16.2                         | Kyra                 |
| 15                                                  | Raïon de Mogoïtouï            | Могойтуйский район           | Raïon municipal  | 76 225     | 23 209            | 6.2                          | Mogoïtouï            |
| 16                                                  | Raïon de Mogotcha             | Могочинский район            | Okroug municipal | 76 226     | 21 424            | 25,5                         | Mogotcha             |
| 17                                                  | Raïon de Nertchinsk           | Нерчинский район             | Raïon municipal  | 76 228     | 27 070            | 5.2                          | Nertchinsk           |
| 18                                                  | Raïon de Nertchinski-Zavod    | Нерчинско-Заводский район    | Okroug municipal | 76 230     | 7 436             | 8.9                          | Nertchinski Zavod    |
| 19                                                  | Raïon d'Oloviannaïa           | Оловяннинский район          | Raïon municipal  | 76 232     | 30 984            | 6.3                          | Oloviannaïa          |
| 20                                                  | Raïon de l'Onon               | Ононский район               | Okroug municipal | 76 234     | 8 720             | 6.0                          | Nijni Tsassoutcheï   |
| 21                                                  | Raïon de Petrovsk-Zabaïkalski | Петровск-Забайкальский район | Okroug municipal | 76 236     | 30 109            | 9.4                          | Petrovsk-Zabaïkalski |
| 22                                                  | Raïon de Priargounsk          | Приаргунский район           | Okroug municipal | 76 238     | 16 061            | 4.7                          | Priargounsk          |
| 23                                                  | Raïon de Sretensk             | Сретенский район             | Raïon municipal  | 76 240     | 18 527            | 15.2                         | Sretensk             |
| 24                                                  | Raïon du Tounguir-et-Oliokma  | Тунгиро-Олёкминский район    | Raïon municipal  | 76 242     | 1 147             | 43,8                         | Toupik               |
| 25                                                  | Raïon de Toungokotchen        | Тунгокоченский район         | Okroug municipal | 76 244     | 10 009            | 50,4                         | Verkh-Ousougli       |
| 26                                                  | Raïon d'Oulioty               | Улётовский район             | Okroug municipal | 76 246     | 24 821            | 16.5                         | Oulioty              |
| 27                                                  | Raïon de Khilok               | Хилокский район              | Raïon municipal  | 76 247     | 25 519            | 14.8                         | Khilok               |
| 28                                                  | Raïon de Tchernychevsk        | Чернышевский район           | Raïon municipal  | 76 248     | 30 066            | 12.8                         | Tchernychevsk        |
| 29                                                  | Raïon de Tchita               | Читинский район              | Raïon municipal  | 76 250     | 405 878           | 16.2                         | Tchita               |
| 30                                                  | Raïon de Chelopougino         | Шелопугинский район          | Okroug municipal | 76 252     | 5 994             | 4.4                          | Chelopougino         |
| 31                                                  | Raïon de Chilkinsky           | Шилкинский район             | Raïon municipal  | 76 254     | 36 230            | 6.4                          | Chilka               |
| - Raïons faisant partie de l'okroug d'Aga-Bouriatie |                               |                              |                  |            |                   |                              |                      |

## Localités
Le kraï de Transbaïkalie comprend 876 localités, dont 10 villes,. 

## Circonscriptions électorales
Le kraï de Transbaïkalie forme les circonscriptions électorales d'Aguinskoïe (n°43) et de Tchita (n°44) pour les législatives fédérales russes, depuis le dernier découpage électoral de 2015.